# Landes-Hypothekenbank Steiermark
Die Landes-Hypothekenbank Steiermark AG (Eigenschreibweise HYPO Steiermark) war eine österreichische Regionalbank mit Sitz in Graz. Die Hypo Steiermark befand sich zuletzt zu 100 % im Eigentum der Raiffeisen-Landesbank Steiermark AG.

## Geschichte
Die Gründung einer Landes-Hypothekenbank in der Steiermark wurde erstmals 1854 gefordert, ab 1863 wurde immer wieder im Steiermärkischen Landtag darüber debattiert. Stattdessen wurden aber andere Banken gegründet, die Pfandbriefe ausstellen durften und erst damit langfristige und sichere Bodenkredite möglich machten. In anderen Bundesländern gab es schon länger Hypothekenbanken: in Niederösterreich seit 1888, in Oberösterreich seit 1890, 1895/96 folgte Kärnten, 1897 Vorarlberg, 1898 Tirol, 1909 Salzburg, 1928 das Burgenland und 1929 wurde eine Hypothekenbank in Wien eröffnet. 
Vorläufer war die mit Beschluss des Landes-Ausschusses vom 8. November 1916 geschaffene Kommunalkreditanstalt des Herzogtums Steiermark, deren Aufgabe die Versorgung der Gemeinden des Landes mit günstigen Darlehen war. Die Kredite sollten durch Schuldverschreibungen finanziert und durch einen Garantiefonds der Landesregierung besichert werden. Die Anstalt, welche unter der Leitung des damaligen Vizepräsidenten der Steiermärkischen Sparkasse, Otto Freiherr Fraydt von Fraydenegg und Monzello stand, wurde 1922 aufgrund der wirtschaftlichen Situation der Nachkriegszeit, insbesondere der hohen Inflation, liquidiert.
Am 17. Juli 1930 wurde auch in der Steiermark bei der steirischen Landtagssitzung das Landes-Hypothekenanstalt-Gesetz mit seinen Statuten beschlossen und somit eine eigene „Landes-Hypothekenanstalt“ gegründet. Ebenfalls in der Landtagssitzung vom 17. Juli 1930 wurde erstmals das Kuratorium gewählt. Es trat am 4. Oktober 1930 zur konstituierenden Sitzung zusammen und wählte auch das Präsidium. Die Bank erhielt vom Land zur Aufnahme der Geschäftstätigkeit ein rückzahlbares Startkapital in der Höhe von 50.000 Schilling. Ihr erstes Geschäftslokal (Eröffnung am 2. März 1931) hatte die Landes-Hypothekenanstalt für Steiermark im 1. Stock des Grazer Landhauses. Erster Direktor des neuen Institutes wurde Hofrat Ludwig Koban (Bankdirektor 1931 bis 1956, Regierungsdirektor 1935 bis 1938, Landesamtsdirektor 1945–1950), der in erster Linie Leiter der Finanzabteilung des Landes war und nebenher die Landes-Hypothekenanstalt für Steiermark leitete. 
Mitte Mai 1932 konnte die Hypo Steiermark eine Hälfte des Gassenlokales in der Herrengasse, rechts vom Eingangstor des Landhauses, in welchem bisher der Landesfremdenverkehrsfonds untergebracht war, als Kassenschalter einrichten und damit den Kassenkunden einen direkten Zugang von der Grazer Herrengasse kommend, bieten. Das erste Geschäftsjahr erstreckte sich rechnungsmäßig bis zum 31. Dezember 1932 und umfasste somit den Zeitraum vom 1. März 1931 bis Jahresende 1932, also über 22 Monate. Die Bilanzsumme betrug 5.989.028,47 Schilling. Die Gewinn- und Verlustrechnung erbrachte einen bescheidenen Überschuss, obwohl bereits in der ersten Gebarungsperiode die gesamten Gründungskosten von 44.903,48 Schilling abgedeckt werden konnten.
In den Jahren bis 1937 stieg die Bilanzsumme des Institutes von 5,9 Millionen Schilling auf 17,4 Millionen Schilling. Mit dem Einmarsch der deutschen Truppen 1938 wurde das Kuratorium aufgelöst und ein kommissarischer Verwalter eingesetzt.
1939 übersiedelte die Bank in die Radetzkystraße 15, da die neue Gauleitung ihre Räume im Landhaus brauchte. Das neue Geschäftslokal wurde aus der in Liquidation befindlichen Deutschen Vereinsdruckerei erworben. Bis heute befindet sich hier der Firmensitz.
1945 gab es auch in der Landes-Hypothekenanstalt einen Neuanfang. Statt eines kommissarischen Verwalters wurde wieder ein Kuratorium eingeführt. Erster Oberkurator wurde Josef Wallner. In den Zeiten des Wiederaufbaues erfuhr auch die Bank eine Ausweitung ihrer Geschäftstätigkeit. Von 1945 bis 1954 stieg der Darlehensstand von 29,7 Millionen Schilling auf 99 Millionen Schilling. 
Analog zum allgemeinen wirtschaftlichen Aufschwung Österreichs nach Kriegsende und speziell nach dem Staatsvertrag 1955 verlief auch die Entwicklung der Landes-Hypothekenanstalt. Daher wurde eine räumliche Ausweitung erforderlich.
1971 wurde die erste Filiale beim Landeskrankenhaus Graz errichtet. 1973 wurde das Haus Radetzkystraße 17 von der „Kammer der gewerblichen Wirtschaft“ gekauft. 1975 änderte die Bank ihren Firmenwortlaut auf „Landes-Hypothekenbank Steiermark“. Neue Filialen wurden errichtet und 1977 eröffnete man die erste außerhalb von Graz in Schladming. 1981 wandelte sich die Landes-Hypothekenbank zur Universalbank, an die Stelle von Kuratorium und Direktoren traten Aufsichtsrat und Vorstand.
1995 wurde die Landes-Hypothekenbank Steiermark in eine Aktiengesellschaft im 100 %-Eigentum des Landes Steiermark umgewandelt. 1998 verkaufte das Land 49 % der Anteile an die Raiffeisen-Landesbank Steiermark AG (RLB), 2002 reduzierte es seine Anteile auf 25 % plus eine Aktie. Bis März 2019 hat das Land seine Anteile vollständig an die RLB veräußert. Im April 2020 beschloss der Aufsichtsrat der RLB die Fusion mit ihrer Tochter Hypo Steiermark beschlossen. 
Bis Dezember 2020 hatte die Hypo Filialen in Feldbach, Fürstenfeld, Graz, Judenburg, Leibnitz, Schladming, ein Beratungsbüro in Bruck/Mur und eine Bank-Außenstelle im LKH Deutschlandsberg. Mit 1. Jänner 2021 wurden die Filialen in Feldbach, LKH Feldbach, Fürstenfeld, Judenburg und Schladming an die örtlichen Raiffeisenbanken abgegeben.
Im August 2021 wurde die Landes-Hypothekenbank Steiermark auf die Raiffeisen-Landesbank Steiermark verschmolzen. Die Landes-Hypothekenbank Steiermark AG ist damit erloschen.

## Geschäftsschwerpunkt und Kundenstamm
Als vertriebsorientierter Teil der Finanzgruppe RLB – Hypo Steiermark richtet sich der Fokus der Landes-Hypothekenbank Steiermark AG vor allem auf Privatkunden, Ärzte und Freie Berufe, Wohnbaugesellschaften, Immobilienprojektfinanzierungen sowie Kunden aus dem öffentlichen Bereich.